# Adept
Adept (lat. adeptus), naziv za praktičara magije ili alkemičara za kojeg se vjerovalo da je postigao vrhunac tajne vještine. Pojam se prvotno odnosio na alkemičara koji je otkrio Kamen mudrosti, odnosno uspješno proveo Veliko djelo. Kasnije se izraz počeo odnositi i na iniciranog člana neke mistične i ezoterične sekte, a može i općenito označavati sljedbenika nekog učenja.